# Heliothela wulfeniana
Heliothela wulfeniana ist ein Schmetterling aus der Familie der Crambiden (Crambidae).

## Merkmale
Die Falter haben eine Vorderflügellänge von fünf bis sieben Millimeter und ein eulenfalterartiges Erscheinungsbild. Die Flügeloberseiten sind bräunlich schwarz und haben eine unscheinbare schwarze Zeichnung. Die innere Querlinie ist im Basisbereich konvex. Die äußere Querlinie verläuft von der Costalader bis zur Flügelmitte gerade, ist dann nach innen gekrümmt und trifft im rechten Winkel auf den Flügelinnenrand. Der Diskalfleck ist undeutlich. Die Saumlinie verläuft parallel zur äußeren Querlinie. Die Fransenschuppen sind an der Basis grau und vor allem am Apex distal weiß. Die Vorderflügel sind mit bleigrauen Punkten bedeckt. Auf den Hinterflügeln befindet sich am Ende der Zelle ein fahler Fleck. Die Flügelunterseiten sind blasser braun und glänzen mehr oder weniger grün. Auf den Vorderflügelunterseiten befindet sich an der Mitte der Costalader ein weißer länglicher Fleck. Die Hinterflügelunterseiten sind am Ende der Zelle mit einem auffälligen weißen Fleck gezeichnet.
Die Intensität der metallischen Punkte, der weißen Flecke und der grüne Glanz der Flügel sind variabel. Die genannten Merkmale sind entweder kaum ausgebildet oder normal entwickelt, es existieren auch verschieden stark ausgeprägte Zwischenstufen. Die in der Türkei vorkommenden Exemplare sind meistens größer und haben einen auffälligeren grünen Glanz. Die Falter in den französischen Alpen sind dagegen kleiner und besitzen auffällige weiße Flecke. Die Ursachen dieser Variabilität sind noch unbekannt.
Bei den Männchen ist der Uncus breit und länglich, distal ist er leicht zugespitzt. Der Gnathos ist zweigeteilt, jeder Ast entspringt an der lateralen Verbindungsstelle von Tegumen und Uncus. Der Costalrand der Valven ist vorn stark sklerotisiert und gezähnt. Die Juxta ist U-förmig. Das Vinculum besitzt eine spatenförmige Verbreiterung. Der Phallus ist gerade. An der ventral gelegenen kaudalen Öffnung befindet sich eine sklerotisierte Leiste. Gegenüber der Dorsalseite befinden sich zwei bis drei sklerotisierte Zähne. Die Vesica ist mit einer Reihe von 12 Cornuti versehen. Der Bulbus ejaculatoris öffnet sich kaudal. Das 8. Tergit ist länger als das 8. Sternit.
Bei den Weibchen ist das Corpus bursae eiförmig und besitzt einen auffälligen, nach innen gerichteten Dorn, der hinten gezähnt ist. Der Ductus bursae ist dick und gerade. Er besitzt keine Windungen oder Falten, die Sklerotisierungen des Colliculums und des Antrums sind miteinander verschmolzen.
Die ausgewachsenen Raupen sind etwa acht Millimeter lang. Sie sind dunkelbraun und haben alternierende dunkle und helle Streifen. Der Kopf und das erste Segment sind nahezu schwarz.

## Ähnliche Arten
Die in Ostasien beheimatete ähnliche Art Heliothela nigralbata Leech, 1889 besitzt einen auffälligen weißen Fleck auf den Hinterflügeln. Hierbei könnte es sich um eine Variation von H. wulfeniana handeln. Heliothela ophideresana (Walker, 1863) besitzt hell orange Hinterflügel mit schwarzen Rändern und kommt in trockenen Regionen des südlichen Mittelmeerraums vor.

## Verbreitung
Heliothela wulfeniana ist in Europa weit verbreitet. Die nördlichsten Vorkommen der Art befinden sich in Dänemark und den südlichen Gebieten von Schweden und Finnland. Das Verbreitungsgebiet erstreckt sich von Frankreich und Spanien im Westen über Mitteleuropa und den Mittelmeerraum (mit Ausnahme der Balearen, Sardinien, Kreta und Zypern) bis in den europäischen Teil Russlands. Außerhalb Europas findet man die Art auch im Kaukasus und im Altai sowie in der Türkei und in Zentralasien. Die aus Madeira stammenden Exemplare in der Sammlung des Natural History Museums sind vermutlich falsch beschriftet, sodass dieses Vorkommen bestätigt werden muss.

## Biologie
Heliothela wulfeniana besiedelt xerophile sandige Habitate mit spärlicher Vegetation. Die Falter fliegen von Juli bis August. Sie sind tagaktiv und fliegen in Bodennähe, wo sie Blüten von Schafgarben (Achillea), Winden (Convolvulus) und Thymian (Thymus) besuchen. Die Weibchen legen die Eier auf der Blattoberseite ab, wo die Raupen nach fünf bis sechs Tagen schlüpfen. Das erste Stadium miniert in den Blättern, das zweite Raupenstadium bohrt sich in den Blattstängel. Die Raupen leben an Veilchen (Viola) und Minzen (Mentha). Unter Zuchtbedingungen wurde auch Wildes Stiefmütterchen angenommen. Pro Pflanze entwickeln sich ein bis zwei Raupen. Sie verpuppen sich im Boden in der Nähe der Nahrungspflanze. Die Art wird nur selten gefunden, kommt aber in sonnigen und trockenen Jahren lokal häufig vor.

## Systematik
Aus der Literatur sind folgende Synonym bekannt:
- Phalaena wulfeniana Scopoli, 1763
- Phalaena Pyralis atralis Hübner, 1788
- Pyralis helwigiana Fabricius, 1794
- Pyralis undulalis Schrank, 1802
- Heliothela praegalliensis Frey, 1880
- Heliothela coerulealis Caradja, 1916
- Heliothela atralis ab. albocilialis  Rebel, 1941
- Heliothela huebneri Kocak, 1980

## Belege
1. 1 2 3 4 5 6 7 8 9 10  Barry Goater, Matthias Nuss, Wolfgang Speidel: Pyraloidea I (Crambidae, Acentropinae, Evergestinae, Heliothelinae, Schoenobiinae, Scopariinae). In: P. Huemer, O. Karsholt, L. Lyneborg (Hrsg.): Microlepidoptera of Europe. 1. Auflage. Band 4. Apollo Books, Stenstrup 2005, ISBN 87-88757-33-1, S. 110 (englisch).
2. ↑  Karl Traugott Schütze: Die Biologie der Kleinschmetterlinge unter besonderer Berücksichtigung ihrer Nährpflanzen und Erscheinungszeiten. Handbuch der Microlepidopteren. Raupenkalender geordnet nach der Illustrierten deutschen Flora von H. Wagner. Frankfurt am Main, Verlag des Internationalen Entomologischen Vereins e. V., 1931, S. 165
3. ↑  Patrice Leraut: Zygaenids, Pyralids 1. In: Moths of Europe. 1. Auflage. Volume III. NAP Editions, 2012, ISBN 978-2-913688-15-5, S. 185 (englisch).
4. ↑  Heliothela wulfeniana bei Fauna Europaea. Abgerufen am 13. Oktober 2014
5. ↑  Global Information System on Pyraloidea (GlobIZ). Abgerufen am 14. Oktober 2014.